# Giovanni Papini
Giovanni Papini (9. ledna 1881 Florencie – 8. července 1956 tamtéž) byl italský novinář, esejista, prozaik, povídkář, básník, literární kritik a filozof. Od počátku do poloviny dvacátého století byl v Itálii známým a kontroverzním veřejným intelektuálem. Papini byl obdivován pro svůj styl psaní a angažoval se ve vášnivých polemikách. Střídal avantgardní směry jako futurismus a dekadenci, přecházel z jedné politické a filozofické polohy do druhé, ale vždy zůstával neuspokojený. Mimo jiné byl nejranějším a nejnadšenějším představitelem a propagátorem italského pragmatismu. Dále také konvertoval od antiklerikalizmu a ateismu ke katolicismu (1921) a od přesvědčeného intervencionismu před rokem 1915 dospěl až k averzi vůči válce. Ve 30. letech 20. století přešel od individualismu ke konzervatismu a nakonec se stal fašistou, přičemž si však zachoval odpor k nacismu.
Jako jeden ze zakladatelů časopisů Leonardo (1903) a Lacerba (1913) pojímal literaturu jako „akci“ a jeho spisy měly rétorický a neuctivý tón. Ačkoli byl přes své samouctví značně vzdělaný, zastával jako ikonoklastický redaktor a spisovatel vedoucí roli v italském futurismu a raných literárních hnutích mládeže. Působil ve Florencii a aktivně se účastnil zahraničních literárních filozofických a politických hnutí, jako byl francouzský intuicionismus Bergsona a angloamerický pragmatismus Peirceho a Jamese. Propagoval rozvoj italské kultury a státu, a pak se svým individualistickým a idealistickým pojetím života a umění působil jako mluvčí katolické víry.
Papiniho literární úspěch začal textem Il crepuscolo dei filosofi (Soumrak filozofů), vydaným v roce 1906, a pokračoval roku 1913 vydáním autobiografického románu Un uomo finito (Hotový člověk).
Papiniho dílo bylo kvůli jeho katolicismu a fašismu po jeho smrti téměř zapomenuto, ačkoli bylo později znovu přehodnoceno a doceněno: v roce 1975 argentinský spisovatel Jorge Luis Borges označil Papiniho za „nezaslouženě zapomenutého“ autora.